# Тягар (фільм)
Тягар (англ. Drag) — американська драма режисера Френка Ллойда 1929 року. Фільм був номінований на премію «Оскар» за найкращу режисерську роботу.

## Сюжет
До недавнього часу вважався загубленим, цей фільм оповідає про пару молодят, шлюбу яких противляться їх зведені родичі.

## У ролях
- Річард Бартелмесс — Девід Керролл
- Люсьєн Літтлфілд — Па Паркер
- Катрін Клер Ворд — Ма Паркер
- Еліс Дей — Еллі Паркер
- Том Дуган — Чарлі Паркер
- Ліла Лі — Дот
- Маргарет Філдінг — Клара